# Diócesis de Enachdune
La diócesis de Enachdune, de Eanach Dúin o de Annaghdown (en latín: Dioecesis Enagdunensis, en inglés: Diocese of Annaghdown y en irlandés: Deoise Eanach Dhúin) fue una circunscripción eclesiástica de la Iglesia católica en Irlanda. Se trataba de una diócesis latina, sufragánea de la arquidiócesis de Tuam. Fue suprimida el 	17 de octubre de 1580 y restaurada como diócesis titular en 1969 como diócesis de Enachdune o Eanach Dúin. Desde el 6 de junio de 2006 su obispo titular es Octavio Cisneros.

## Territorio y organización
La diócesis extendía su jurisdicción sobre los fieles católicos de rito latino residentes en el territorio de la tribu O'Flaherty, que se extendía al oeste del lago Corrib y sobre una porción al este del mismo lago, en el actual condado de Galway.
La sede de la diócesis se encontraba en la localidad de Annaghdown (o Eanach Dhúin), en donde se hallan las ruinas de la Catedral de San Brandán, que tras la Reforma anglicana del siglo XVI pasó a manos de la Iglesia de Irlanda, que modificó su estructura y la utilizó como parroquia hasta al menos el siglo XVIII.
En la diócesis existían 17 parroquias.

## Historia
La primera mención de Enachdune, que se convirtió en sede de una diócesis en el siglo XII, data del año 558, año en que, según los anales irlandeses, murió allí san Brandán el Navegante, hijo del rey de Connacht, quien le donó tierras para fundar un monasterio. Otras tradiciones atribuyen la fundación a la obra de san Meldan. Como todas las antiguas sedes irlandesas, Enachdune también era una diócesis monástica, donde el abad del monasterio, no necesariamente obispo ordenado, tenía jurisdicción sobre Enachdune, el territorio circundante y las propiedades monásticas diseminadas por la región. Sin embargo, no se conoce ningún abad-obispo de Enachdune.
Con motivo de la reorganización eclesiástica de la Iglesia irlandesa en el siglo XII, se celebraron dos sínodos nacionales para dotar a Irlanda de una organización diocesana similar a la del continente. Sin embargo, en los sínodos de Ráth Breasail de 1111 y Kells de 1152, Enachdune no figura entre las diócesis oficialmente reconocidas, y su territorio fue anexado a la diócesis de Cong o, en términos más prácticos, a la diócesis de Tuam, elevada al rango de sede metropolitana en el sínodo de 1152. Algunos autores irlandeses han visto en Tuathal O'Conactaig, presente en el sínodo de Kells, a un obispo de Enachdune (Ui Bhriuin Seola); en realidad, era obispo de Kilmore (Ui Bhriuin Breifne).
Las decisiones de los dos sínodos debieron de no complacer al clero y a los fieles de Enachdune, quienes lucharon por obtener la independencia de Tuam. Un obispo de Enachdune, el primero conocido, es mencionado en 1171, aunque su nombre se desconoce salvo por sus iniciales. La historia de esta diócesis es, en efecto, la historia de su supervivencia, contrariamente a la pretensión de los arzobispos de Tuam de considerar Enachdune simplemente una parroquia sujeta a su jurisdicción. La diócesis se unió a Tuam en varias ocasiones, pero siempre, hasta el siglo XVI, contó con su propio obispo; las decisiones de Roma, a veces contradictorias, revelan un completo desconocimiento de la verdadera situación en la isla.
De 1253 a 1306 la sede fue suprimida y su territorio se unió a la arquidiócesis de Tuam. Sin embargo, el rey dio su consentimiento a la elección de dos obispos por el capítulo de Enachdune, en 1263 y 1283. En 1306, el deán y el capítulo de Enachdune eligieron al obispo Gilbert sin obtener la autorización previa del rey y a pesar de la supresión de la sede. El arzobispo de Tuam apeló a la Santa Sede, pero el obispo Gilbert, ya consagrado, permaneció en el cargo. Posteriormente, Gilbert tuvo que ir a Aviñón para defender su causa contra los arzobispos de Tuam, y allí murió; la misma suerte corrió Thomas O'Malley.
Un documento papal de 1327 estableció la unión de Enachdune con Tuam tras la muerte del obispo titular. Sin embargo, las cronologías registran los nombres de otros obispos posteriores a esta fecha. Es difícil determinar si lograron ejercer jurisdicción efectiva sobre la diócesis, ya que la oposición de los arzobispos de Tuam les impidió tomar posesión de la sede. Todo esto dificultó la vida de los fieles, quienes desconocían al verdadero líder espiritual de la diócesis.
En esta situación, los obispos de Enachdune, para mantenerse, tuvieron que vivir en Inglaterra como auxiliares de los obispos ingleses. Así, Robert le Petit aparece como auxiliar en Worcester en 1326 y en Salisbury en 1328; Henry Twillow fue auxiliar en Exeter en 1395; John Britt en Winchester en 1402 y en York entre 1417 y 1420.
En 1484 algunas familias anglonormandas de Galway, ciudad cercana a Enachdune y parte de su diócesis, obtuvieron exención eclesiástica del arzobispo Donat O'Muregeid de Tuam. Al año siguiente, el papa aprobó esta decisión y estableció la custodia de Galway, un distrito eclesiástico sui generis. El custodio de la colegiata de San Nicolás tenía poderes cuasiepiscopales, con derecho a nombrar a los párrocos de la ciudad de Galway. El arzobispo William Joyce de Tuam (1485-1501) amplió el territorio de la jurisdicción de Galway, anexando otras parroquias y decanatos de la diócesis de Enachdune.
Estas decisiones pusieron fin a cualquier reivindicación de autonomía para la diócesis de Enachdune. Se conocen dos obispos más después de 1484, pero la sede probablemente era titular. Durante la Reforma anglicana el obispo John O'Moore fue encarcelado por haber aceptado el obispado del papa, aunque no hay constancia de su nombramiento papal; fue liberado en 1540 y luego parece haber sido reconocido por la Corona como obispo cismático anglicano, ya que en 1551 y 1553, se lo mencionó oficialmente como obispo de la sede; murió después de 1553. El 16 de abril de 1540 la Santa Sede nombró a Henry de Burgo, de quien se desconoce cuando finalizó su obispado. Durante el reinado de la católica reina María I de Inglaterra la diócesis se reunificó y en 1555 fue unida a la arquidiócesis de Tuam (que desde 1573 tuvo de nuevo un obispo protestante y desde 1839 corresponde a la diócesis de Tuam, Killala y Achonry). Una de las últimas menciones de la diócesis de Enachdune se remonta a un informe oficial enviado a Roma en 1555, en el que se la define como «admodum parva et intra sylvestres et malos homines sita» (muy pequeña y ubicada entre bosques y gente malvada). El 17 de octubre de 1580 se sancionó la supresión definitiva de la diócesis, que se unió a la arquidiócesis de Tuam.
El 26 de abril de 1831 se abolió la custodia de Galway en favor de la erección de la diócesis de Galway (hoy diócesis de Galway y Kilmacduagh), que sin embargo no incluía la aldea de Annaghdown, que permaneció dentro del territorio de Tuam.

### Diócesis titular
Desde 1969 Enachdune figura entre las sedes episcopales titulares de la Iglesia católica como diócesis de Enachdune o Eanach Dúin. Desde el 6 de junio de 2006 su obispo titular es Octavio Cisneros, obispo auxiliar emérito de la diócesis de Brooklyn.

## Episcopologio
- San Meldan † (siglo VII)
- H. † (mencionado en 1171 circa)
- Conn O'Mealy † (1172-1202 falleció)
- Murchad O'Flaherty † (1202-1241 falleció)
- Thomas O'Mellaig, O.Praem. † (1242-28 de mayo de 1247 depuesto)
  - Florence MacFlynn † (1251-?) (ilegítimo)
- Concors † (12 de enero de 1251-?)
  - Sede unida a la arquidiócesis de Tuam (1253-1306)
- Gilbert O'Tigernaig, O.F.M. † (1306-1322 falleció)
- James O'Kearney † (16 de diciembre de 1323-15 de mayo de 1324 nombrado obispo de Connor)
- Robert le Petit, O.F.M. † (27 de octubre de 1325-28 de abril de 1328 falleció)
- Albert † (1328-?)
- Tomas O'Malley † (1329-1359)
- Dionysius † (1359-?)
- John † (1393-1394 falleció)
- Henry Twillow (o Trillow), O.F.M. † (26 de octubre de 1394-1401 falleció)
- John Brit, O.F.M. † (25 de enero de 1402-1420? falleció)
- John Wynn † (1408-?)
- Henry (Matthew) † (?-1421 falleció)
- John Boner, O.S.A. † (9 de junio de 1421-?)
- Sean MacBrady, O.Carm. † (15 de octubre de 1425-?)
- James O'Lonergan † (10 de diciembre de 1428-9 de diciembre de 1429 nombrado obispo de Killaloe)
- Donat O'Madagáin † (19 de noviembre de 1431-?)
- Thomas Salscot † (8 de julio de 1446-1458 falleció)
- Redmund Bermingham † (18 de mayo de 1450-1451 falleció)
- Thomas Barrett † (17 de abril de 1458-1485? falleció)
- François Brunand, O.Carm. † (1495-1504? falleció)
- Henry de Burgo † (16 de abril de 1540-?)

### Obispos titulares
- Gerald Mahon, M.H.M. † (24 de abril de 1970-29 de enero de 1992 falleció)
- John Jerome Cunneen † (6 de octubre de 1992-15 de diciembre de 1995 nombrado obispo de Christchurch)
- Michael Aidan Courtney † (18 de agosto de 2000-29 de diciembre de 2003 falleció)
- Octavio Cisneros, desde el 6 de junio de 2006